# Giorgio Cristiano della Frisia orientale
Giorgio Cristiano della Frisia orientale (Aurich, 6 febbraio 1634 – Aurich, 6 giugno 1665) fu principe della Frisia orientale dal 1660 alla propria morte.

## Biografia
Giorgio Cristiano era figlio secondogenito del conte Ulrico II della Frisia orientale, della dinastia dei Cirksena. Egli succedette al trono paterno alla morte del fratello maggiore Enno Luigi nel 1660.
Giorgio Cristiano così come il fratello, era cresciuto alla corte di Aurich ricevendo la propria formazione nelle università di Breda e Tübingen. A Tübingen egli conobbe inoltre la sua futura moglie, Cristina Carlotta di Württemberg, figlia del duca Eberardo III di Württemberg e di Anna Dorotea di Salm-Kyrburg. Il matrimonio tra i due venne combinato, anche se il loro matrimonio rimaneva titolarmente ambiguo. Se infatti il fratello di Giorgio Cristiano aveva ottenuto l'elevazione dal titolo di conte a quello di principe, non era stata garantita la piena ereditarietà di questo titolo per i suoi discendenti e quindi per suo fratello. Fu così che con risoluzione dell'Imperatore egli il 18 aprile 1662 ottenne la qualifica di Principe del Sacro Romano Impero come altri nobili in Germania. Il 10 maggio di quello stesso anno il contratto di matrimonio venne concluso ed i due poterono sposarsi.
Sotto di lui si intensificarono gli scontri tra il suo governo ed i proprietari terrieri locali che cercavano di opporsi alla sua autorità scatenando una guerra civile dal 4 giugno 1662 all'ottobre 1663, scontro che si concluse solo con l'intervento dei Paesi Bassi come garante delle norme stabilite nei contratti: i proprietari avrebbero riottenuto tutte le loro proprietà ed i loro antichi privilegi dietro pagamento di una somma in forma di tassa allo stato.
Durante il suo regno si inasprì anche il contrasto con i cattolici della regione: con il pretesto del recupero delle indennità di fondi per la regione di Harlingerland, il vescovo di Münster marciò in Frisia orientale nel 1663 e la regione poté essere recuperata solo grazie all'intervento delle forze olandesi l'anno successivo.
Giorgio Cristiano morì nel 1665, solo quattro mesi dopo la nascita di suo figlio, Cristiano Eberardo che gli succedette al trono sotto la reggenza di Cristina Carlotta di Württemberg.

## Ascendenza
|                                                     |                                          |                                                    | Genitori                                         |  |  | Nonni |  |  | Bisnonni                                   |  |  | Trisnonni                                 |  |
|                                                     |                                          |                                                    |                                                  |  |  |       |  |  | 8. Edzard II, conte della Frisia orientale |  |  | 16. Enno II, conte della Frisia orientale |  |
|                                                     |                                          |                                                    |                                                  |  |  |       |  |  | 8. Edzard II, conte della Frisia orientale |  |  | 16. Enno II, conte della Frisia orientale |  |
|                                                     |                                          | 17. Anna von Oldenburg                             |                                                  |  |  |       |  |  | 8. Edzard II, conte della Frisia orientale |  |  |                                           |  |
| 4. Enno III, conte della Frisia orientale           |                                          |                                                    |                                                  |  |  |       |  |  | 8. Edzard II, conte della Frisia orientale |  |  |                                           |  |
|                                                     |                                          | 9. Katarina Gustavsdotter Vasa                     | 18. Gustav I, re di Svezia                       |  |  |       |  |  |                                            |  |  |                                           |  |
|                                                     |                                          | 9. Katarina Gustavsdotter Vasa                     | 18. Gustav I, re di Svezia                       |  |  |       |  |  |                                            |  |  |                                           |  |
|                                                     |                                          | 9. Katarina Gustavsdotter Vasa                     | 19. Margherita Eriksdotter Leijonhufvud          |  |  |       |  |  |                                            |  |  |                                           |  |
| 2. Ulrich II, conte della Frisia orientale          |                                          | 9. Katarina Gustavsdotter Vasa                     |                                                  |  |  |       |  |  |                                            |  |  |                                           |  |
|                                                     |                                          | 10. Adolf, duca di Schleswig-Holstein-Gottorp      | 20. Frederik I, re di Danimarca                  |  |  |       |  |  |                                            |  |  |                                           |  |
|                                                     |                                          | 10. Adolf, duca di Schleswig-Holstein-Gottorp      | 20. Frederik I, re di Danimarca                  |  |  |       |  |  |                                            |  |  |                                           |  |
|                                                     |                                          | 10. Adolf, duca di Schleswig-Holstein-Gottorp      | 21. Zofia Pomorska                               |  |  |       |  |  |                                            |  |  |                                           |  |
| 5. Anna von Schleswig-Holstein-Gottorf              |                                          | 10. Adolf, duca di Schleswig-Holstein-Gottorp      |                                                  |  |  |       |  |  |                                            |  |  |                                           |  |
|                                                     |                                          | 11. Christine von Hessen                           | 22. Philipp I, langravio d'Assia                 |  |  |       |  |  |                                            |  |  |                                           |  |
|                                                     |                                          | 11. Christine von Hessen                           | 22. Philipp I, langravio d'Assia                 |  |  |       |  |  |                                            |  |  |                                           |  |
|                                                     |                                          | 11. Christine von Hessen                           | 23. Christina von Sachsen                        |  |  |       |  |  |                                            |  |  |                                           |  |
| 1. Georg Christian, principe della Frisia Orientale |                                          | 11. Christine von Hessen                           |                                                  |  |  |       |  |  |                                            |  |  |                                           |  |
|                                                     | 12. Georg I, langravio d'Assia-Darmstadt | 24. Philipp I, langravio d'Assia (= 22)            |                                                  |  |  |       |  |  |                                            |  |  |                                           |  |
|                                                     | 12. Georg I, langravio d'Assia-Darmstadt | 24. Philipp I, langravio d'Assia (= 22)            |                                                  |  |  |       |  |  |                                            |  |  |                                           |  |
|                                                     | 12. Georg I, langravio d'Assia-Darmstadt | 25. Christina von Sachsen (= 23)                   |                                                  |  |  |       |  |  |                                            |  |  |                                           |  |
| 6. Ludwig V, langravio d'Assia-Darmstadt            | 12. Georg I, langravio d'Assia-Darmstadt |                                                    |                                                  |  |  |       |  |  |                                            |  |  |                                           |  |
|                                                     |                                          | 13. Magdalena zur Lippe                            | 26. Bernhard VIII, conte di Lippe                |  |  |       |  |  |                                            |  |  |                                           |  |
|                                                     |                                          | 13. Magdalena zur Lippe                            | 26. Bernhard VIII, conte di Lippe                |  |  |       |  |  |                                            |  |  |                                           |  |
|                                                     |                                          | 13. Magdalena zur Lippe                            | 27. Katharina von Waldeck-Eisenberg              |  |  |       |  |  |                                            |  |  |                                           |  |
| 3. Juliane von Hessen-Darmstadt                     |                                          | 13. Magdalena zur Lippe                            |                                                  |  |  |       |  |  |                                            |  |  |                                           |  |
|                                                     |                                          | 14. Johann Georg, principe elettore di Brandeburgo | 28. Joachim II, principe elettore di Brandeburgo |  |  |       |  |  |                                            |  |  |                                           |  |
|                                                     |                                          | 14. Johann Georg, principe elettore di Brandeburgo | 28. Joachim II, principe elettore di Brandeburgo |  |  |       |  |  |                                            |  |  |                                           |  |
|                                                     |                                          | 14. Johann Georg, principe elettore di Brandeburgo | 29. Magdalene von Sachsen                        |  |  |       |  |  |                                            |  |  |                                           |  |
| 7. Magdalena von Brandenburg                        |                                          | 14. Johann Georg, principe elettore di Brandeburgo |                                                  |  |  |       |  |  |                                            |  |  |                                           |  |
|                                                     |                                          | 15. Elisabeth von Anhalt                           | 30. Joachim Ernst, principe di Anhalt            |  |  |       |  |  |                                            |  |  |                                           |  |
|                                                     |                                          | 15. Elisabeth von Anhalt                           | 30. Joachim Ernst, principe di Anhalt            |  |  |       |  |  |                                            |  |  |                                           |  |
|                                                     |                                          | 15. Elisabeth von Anhalt                           | 31. Agnes von Barby-Mühlingen                    |  |  |       |  |  |                                            |  |  |                                           |  |
|                                                     |                                          | 15. Elisabeth von Anhalt                           |                                                  |  |  |       |  |  |                                            |  |  |                                           |  |